# Matthieu Delaporte
Pour les articles homonymes, voir Delaporte.
Matthieu Delaporte est un scénariste, réalisateur dans le cinéma et la télévision et dramaturge français né le 2 septembre 1971. 

## Biographie
Après des études d'histoire[Lesquelles ?][Où ?] et Sciences Po, il écrit et réalise Musique de chambre, un court métrage de fiction sélectionné et primé dans de très nombreux festivals. Il rejoint ensuite Canal+ où il est chargé, entre 1996 et 2001, de l’écriture des fictions au Vrai Journal (émission de Karl Zéro, Canal+).
Depuis, en collaboration avec Alexandre de la Patellière, il écrit de nombreuses séries et longs métrages, comme Skyland, Renaissance ou Les Parrains, tout en développant son premier long métrage en tant que réalisateur, La Jungle. En 2009, il est également, avec Alexandre de La Patellière, producteur associé de Sweet Valentine, premier film d'Emma Luchini.

## Théâtre
Auteur
- 2010 : Le Prénom de Matthieu Delaporte et Alexandre de La Patellière, mise en scène Bernard Murat, théâtre Édouard VII
- 2014 : Un dîner d'adieu de Matthieu Delaporte et Alexandre de la Patellière, mise en scène Bernard Murat, Théâtre Edouard VII
- 2016 : Tout ce que vous voulez de Matthieu Delaporte et Alexandre de la Patellière, mise en scène Bernard Murat, Théâtre Edouard VII
- 2020 : Par le bout du nez de Matthieu Delaporte et Alexandre De La Patellière, mise en scène Bernard Murat, théâtre Antoine

## Filmographie

### Réalisateur
- 2006 : La Jungle
- 2012 : Le Prénom avec Alexandre de La Patellière
- 2014 : Un illustre inconnu
- 2019 : Le meilleur reste à venir avec Alexandre de La Patellière
- 2024 : Le Comte de Monte-Cristo en collaboration avec Alexandre de La Patellière

### Scénariste

#### Cinéma
- 2005 : Les Parrains de Frédéric Forestier
- 2006 : Renaissance de Christian Volckman
- 2009 : R.T.T. de Frédéric Berthe
- 2010 : L'Immortel de Richard Berry
- 2011 : The Prodigies d'Antoine Charreyron
- 2012 : Il était une fois, une fois de Christian Merret-Palmair
- 2012 : Le Prénom avec Alexandre de La Patellière
- 2015 : Papa ou Maman
- 2016 : Papa ou Maman 2
- 2019 : Le meilleur reste à venir avec Alexandre de La Patellière
- 2021 : Envole-moi de Christophe Barratier
- 2023 : Les Trois Mousquetaires : D'Artagnan de Martin Bourboulon
- 2023 : Les Trois Mousquetaires : Milady de Martin Bourboulon
- 2024 : Le Comte de Monte-Cristo en collaboration avec Alexandre de La Patellière
- 2026 : Astérix : Le Royaume de Nubie d'Alexandre Heboyan

#### Télévision
- 2005 : Skyland, le nouveau monde
- 2006 : Mikido
- 2009-2011 : Le Petit Nicolas (création)
- 2012 : Le Petit Prince
- 2015 : Pirate Express
- 2022 : Le Petit Nicolas : Tous en vacances (création)

## Distinctions

### Récompenses
- Prix SACD 2011 : Prix Nouveau Talent Théâtre de la SACD
- Prix jeune Théâtre de l'Académie française
- César 2025 : César des lycéens pour Le Comte de Monte-Cristo

### Nominations
- Molières 2011 : Molière de l'auteur francophone vivant pour Le Prénom (avec Alexandre de La Patellière)
- César 2013 : 
  - Meilleur film pour Le Prénom (avec Alexandre de La Patellière)
  - Meilleure adaptation pour Le Prénom (avec Alexandre de La Patellière)
- Globes de Cristal 2015 : Meilleure pièce de théâtre pour Un dîner d'adieu
- Lumières 2025 : Meilleure mise en scène pour Le Comte de Monte-Cristo (avec Alexandre de La Patellière)
- César 2025 : 
  - Meilleure réalisation pour Le Comte de Monte-Cristo (avec Alexandre de La Patellière)
  - Meilleure adaptation pour Le Comte de Monte-Cristo (avec Alexandre de La Patellière)